# Renate Brausewetter
Renate Brausewetter (* 1. Oktober 1905 in Málaga, Spanien; † 20. August 2006 in Linz am Rhein) war eine deutsche Schauspielerin der Stummfilmzeit.

## Leben
Brausewetter, die im spanischen Málaga geboren wurde, übersiedelte als Neunjährige mit der Familie nach Berlin. Über ihren älteren Bruder, den Schauspieler Hans Brausewetter, knüpfte sie Kontakte zu führenden Intellektuellen ihrer Zeit und erhielt Zugang zur Theater- und Filmwelt. Sie debütierte 1925 auf der Leinwand als Statistin in Die freudlose Gasse.

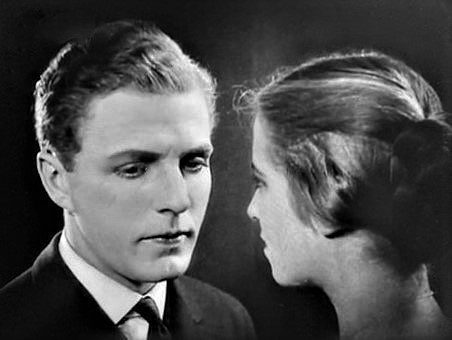
Werner Pittschau und Renate Brausewetter, Standbild aus dem Film Hanseaten, 1925

Nennenswerte Rollen spielte sie danach unter anderem in Georg Wilhelm Pabsts Geheimnisse einer Seele und in Gerhard Lamprechts Filmen Hanseaten und Der alte Fritz. Mit Anbruch des Tonfilmzeitalters endete Brausewetters Darstellerkarriere, da sie sich nicht mit dem neuen Medium einließ, stattdessen den Rückzug ins Privatleben antrat und sich ihren beiden ersten Kindern widmete.
Nach der Scheidung von ihrem Ehemann, dem Chemiker Hubert Wagner, lebte sie ab 1944 alleine mit ihren drei Kindern in Berlin. 1950 stand sie in Die Treppe unter Regie von Alfred Braun noch einmal vor der Kamera.
1972 zog Renate Brausewetter nach einer schweren Krankheit in die Nähe ihrer Tochter und ihrer zwei Söhne nach Linz am Rhein und lebte in einer eigenen Wohnung. 2003 zog sie in ein Altersheim, in welchem sie am 1. Oktober 2005 ihren 100. Geburtstag feierte.
Brausewetter verstarb am 20. August 2006. Sie hatte sich gewünscht, im Familiengrab neben zwei weiteren Brüdern auf dem historischen englischen Friedhof im Zentrum ihrer Geburtsstadt bestattet zu werden. Die Beisetzung der Urne fand dort am 1. Oktober 2006, also an ihrem 101. Geburtstag, statt.
Zu ihren Söhnen gehörte der Schauspieler und Synchronsprecher Rudolf Wagner-Brausewetter, der im Zeichentrickfilm Peter Pan (1953) den Part des Erzählers übernahm.

## Filmografie
- 1925: Sündenbabel
- 1925: Hanseaten
- 1926: Geheimnisse einer Seele
- 1926: Menschen untereinander
- 1926: Die Abenteuer eines Zehnmarkscheines
- 1927: Der Kavalier vom Wedding
- 1927: Die Lorelei
- 1927: Schwere Jungs – leichte Mädchen
- 1928: Der alte Fritz, 1. Teil: Friede
- 1928: Die Hölle der Jungfrauen
- 1950: Die Treppe